# Morzger Hügel
Die beiden Morzger Hügel  gehören zu den kleinen Salzburger Stadtbergen. Sie grenzen südlich an den Ortsteil Morzg von Salzburg. Die zwei ungefähr gleich hohen Hügeln sind der Vordere Morzger Hügel, auch Sophienhöhe genannt und der Hintere Morzger Hügel, auch Dossenhügel genannt, die sich über ca. 750 m erstrecken. Westlich wird er von Eichetwald begrenzt, im Osten von Hellbrunn. Im Süden liegt das Schloss Montfort (Salzburg). Beide Hügel werden durch eine Einkerbung, in welcher ein Weg von Morzg nach Hellbrunn verläuft, geteilt. Zwischen den beiden Hügeln liegen auch mehrere Teiche unterschiedlicher Größe (der größte ist 1.500 m² groß, weitere sind etwa 150 bzw. 100 m², während der Kleinste nur 50 m² umfasst). Die Teiche wurden vermutlich um 1900 angelegt, weniger als Fischteiche, vielmehr als Eisteiche für ein nahe gelegenes Gasthaus.

## Geschichtliches
1913 fand der Gastwirt und Heimatforscher  Leo Brandauer am nördlichen Unterhang des vorderen Berges zahlreiche Tonscherben. Es wurden hier acht Kubikmeter Scherben und Knochenasche ausgegraben, die Überreste eines frühen bronzezeitlichen Brandopferplatzes waren. Ein gefundenes Hornsteinmesser ist vermutlich als Schlachtwerkzeug verwendet worden. Die zahlreichen verbrannten Tierknochen und die Vielanzahl an Gefäßscherben lassen auf einen lange benutzten Opferplatz schließen.

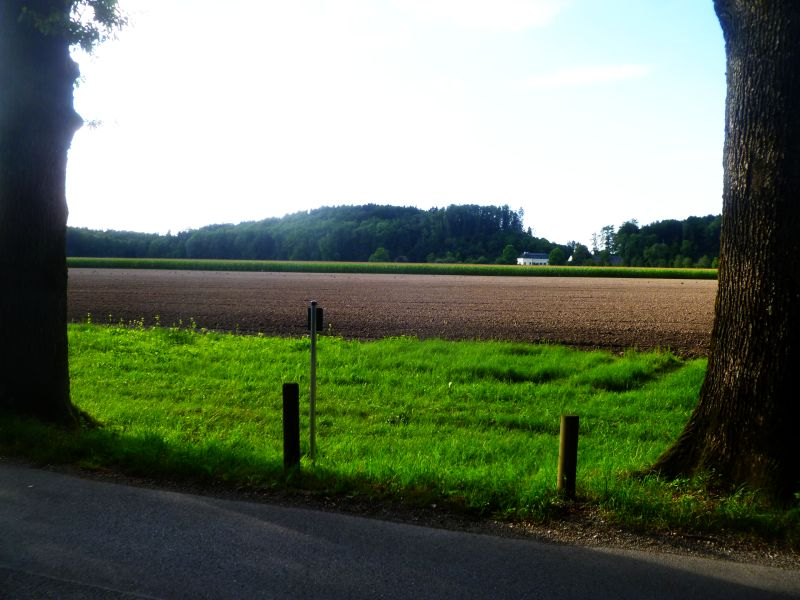
Morzger Hügel mit Schloss Montfort

Unweit des Hügels fand man bei Grabungen im Raum Morzg Urnenfelder. Dieses ist das einzige bisher aufgedeckte Gräberfeld der Urnenfelderkultur in Salzburg, es befand sich am Nordrand dieser Siedlung. Auch der an der Südseite eines Langhauses eingemauerte römische Grabaltar (2./3. Jahrhundert n. Chr.) sowie die im Jahr 2000 neben dem Friedhof ergrabene Badeanlage einer römischen Villa weisen auf eine durchgehende Besiedlung hin.

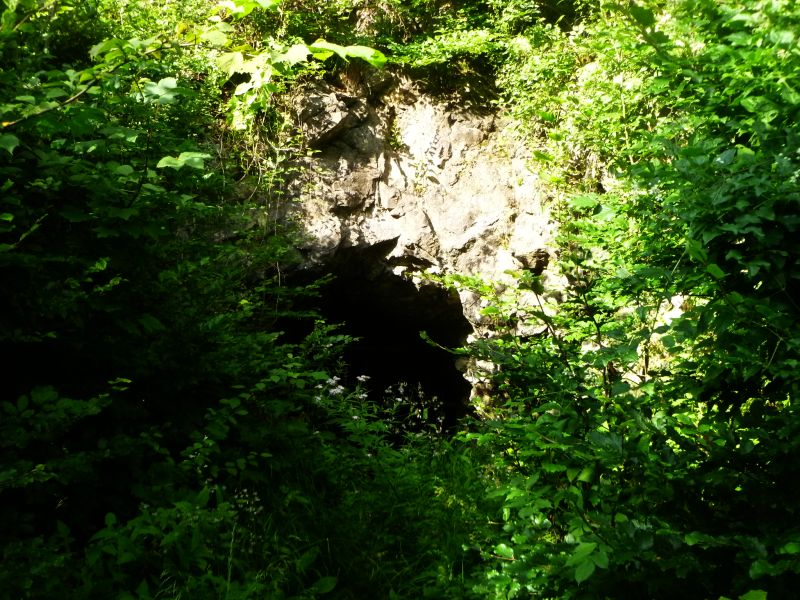
Bunkereingang am Morzger Hügel

Im Morzger Hügel befindet sich auch die Bunkeranlage Morzg (Stollensystem Montfort Ost). Sie stammt aus dem Zweiten Weltkrieg und wurde als Luftschutzstollen errichtet. Nach dem Krieg wurde sie vom Österreichischen Bundesheer gepachtet und weiter ausgebaut, wird aber mittlerweile nicht mehr benötigt. Auch hier wurde versucht, die stillgelegte Anlage für Partys zu nutzen; nach zwei Versuchen (2003) wurden allerdings weitere Veranstaltungen nicht mehr gestattet, u. a. wegen unzureichender Fluchtmöglichkeiten aber auch wegen fehlender Belüftungssysteme.